# Diemeniluma serrula
Diemeniluma serrula là một loài Trichoptera trong họ Hydropsychidae. Chúng phân bố ở miền Australasia.